# Liste bedeutender Orchideenforscher
Die Liste bedeutender Orchideenforscher führt Wissenschaftler und Sammler auf, die sich um die Erforschung von Orchideen verdient gemacht haben.
- Edmond Albius (1829–1880), manuelle Bestäubung der Gewürzvanille.
- Oakes Ames (1874–1950), Orchideenforscher, Harvard University.
- Noël Bernard (1874–1911), Mykorrhiza bei Orchideen.
- Hans Burgeff (1883–1976), Mykorrhiza bei Orchideen.
- William Cattley (1788–1835), Orchideenhändler. Namensgeber der Gattung Cattleya.
- Jim Cootes, (1950–), Spezialist für philippinische Orchideen.
- Donovan Stewart Correll (1908–1983), Orchideenspezialist.
- Phillip Cribb (1946–), Orchideenforscher, Kew Gardens. Orchideenschutz.
- Charles Darwin (1809–1882), Koevolution von Insekten und Orchideen.
- Calaway Homer Dodson (1928–), Direktor des botanischen Gartens in Sarasota (Florida). Orchideenspezialist.
- John Dominy (1816–1891), erste künstliche Orchideenhybride.
- Robert Louis Dressler (1927–), Orchideenforscher.
- Jack Archie Fowlie (1929–1993), Orchideenspezialist.
- Leslie Andrew Garay (1924–), Orchideenforscher, Harvard University.
- Richard Eric Holttum (1895–1990), Orchideenforscher, Kew Gardens.
- Agnes Joaquim (1854–1899), Vandahybride Miss Joaquim.
- Lewis Knudson (1884–1958), Keimung von Orchideensamen benötigt Schimmelpilze. Knudsonsche Nährlösungen.
- Jean Linden (1817–1898), Orchideensammler.
- John Lindley (1799–1865), Begründer der Orchideenkunde.
- Thomas Lobb (1811–1894), Forschungsreisender.
- William Lobb (1809–1864), Forschungsreisender.
- George Loddiges (1786–1846), Botaniker, Illustrator und Ornithologe. Illustrierte viele Orchideen.
- Carlyle August Luer (1922-), Taxonom.
- Wilhelm Micholitz (1854–1932), deutscher Pflanzenjäger.
- Hugo von Mohl (1805–1872), embryonale Entwicklung bei Orchideen.
- William Whitmore Goodale Moir (1896–1985), Orchideenhybriden (Hawaii).
- Georges Morel (1916–1973), Entdecker der Meristemvermehrung bei Orchideen.
- Charles François Antoine Morren (1807–1858), Bestäubung der Blüte der Gewürzvanille.
- Peter O’Byrne (1955–), Spezialist für asiatische Orchideen.
- Joseph Paxton (1803–1865), Entwicklung geeigneter Gewächshäuser für die Orchideenkultur.
- Leendert van der Pijl (1903–1990), Bestäubung der Orchideen.
- Heinrich Gustav Reichenbach (1824–1889), Direktor des botanischen Gartens in Hamburg. Orchideenspezialist.
- Henry Nicholas Ridley (1855–1956), Direktor des botanischen Gartens in Singapur. Namensgeber der Gattung Ridleyella.
- Carl Roebelin (1855–1927), Schweizer Pflanzenjäger.
- Benedict Roezl (1823–1884), österreichischer Pflanzenjäger.
- Gavino Rotor (1917–2005), Entdecker der Meristemvermehrung bei Orchideen.
- Frederick Sander (1847–1920), Orchideenzüchter.
- Rudolf Schlechter (1872–1925), Kurator am Botanischen Museum Berlin. Orchideenspezialist.
- Gunnar Seidenfaden (1908–2001), Erforscher thailändischer Orchideen.
- Olof Peter Swartz (1760–1818), erste systematische Gliederung der Orchideenfamilie.
- Herman Royden Sweet (1909–1992), Orchideenspezialist.
- Hans Thomale (1919–2002), Entdecker der Meristemvermehrung bei Orchideen.
- Jaap Jan Vermeulen (1955–), Mitarbeiter am nationalen Herbarium der Niederlande. Orchideenspezialist.
- Carl Leslie Withner (1918–2012), Orchideenforscher. Kurator am botanischen Garten von Brooklyn.